# Jimmy Fallon
James Thomas "Jimmy" Fallon, född 19 september 1974 i Brooklyn i New York, är en amerikansk programledare, skådespelare och musiker.
Fallon läste datorvetenskap på college men hoppade av och började med stand-up. Han blev en del av skådespelarensemblen i Saturday Night Live 1998 och medverkade regelbundet i programmet fram till 2006.
Mellan mars 2009 och februari 2014 var Fallon programledare för talkshowen Late Night with Jimmy Fallon. Där bland annat Robert de Niro och Justin Timberlake var de första gästerna. Den 17 februari 2014 tog han över som programledare för The Tonight Show efter mångåriga programledaren Jay Leno.  
Fallon är gift med filmproducenten Nancy Juvonen, som är av finsk härkomst.

## Filmografi (urval)
- 1998–2006 – Saturday Night Live (TV-serie)
- 1998 – The Scheme
- 2000 – Almost Famous
- 2003 – Anything Else
- 2004 – Taxi
- 2005 – Fever Pitch
- 2006 – Factory Girl
- 2009 – Whip It
- 2009–2014 – Late Night with Jimmy Fallon (TV-serie)
- 2014–  – The Tonight Show